# گروه ان‌اف‌آی
گروه ان‌اف‌آی (انگلیسی: NFI Group) شرکت خودروسازی کانادایی است، که در سال ۲۰۰۵ تأسیس شد.